# Museu de Gemas do Pará
O Museu de Gemas do Pará é um museu localizado na cidade de Belém, com exposição permanente de minerais extraídos no estado do Pará, inserido-se no conjunto de espaços e organizações presentes no interior do Espaço São José Liberto.
Um passeio pela história da ocupação, da mineração e das riquezas do solo amazônico. diamantes, ametistas e turmalinas fazem parte de seu acervo. Na exposição permanente, encontram-se peças de até 500 milhões de anos.
No saguão de entrada, o visitante encontra uma drusa de quartzo hialino, pesando 2,5 toneladas, encontrada no Vale do Rio Araguaia. Enquanto caminha pelo museu, ele conhece artesanato tapajônico e marajoara, como estatuetas, urnas funerárias, machadinhas, cunhas e pontas de flechas em quartzo e uma coleção de muiraquitãs.
Duas salas exibem gemas do Pará (algumas só encontradas no Estado), como um quartzo tricolor, encontrado nas proximidades da Serra dos Martírios, no sudeste paraense.
Além das exposições, localizam-se no espaço o Laboratório Gemológico e uma oficina de jóias.
O projeto piloto inicial, foi de autoria do Almirante Nabor da Gama Junior.